# Tramwaje w Szafuzie
Tramwaje w Szafuzie − zlikwidowany system komunikacji tramwajowej w szwajcarskim mieście Szafuza, działający w latach 1901–1966.

## Historia
Pierwsze plany budowy linii tramwajowej na trasie Schaffhausen – Neuhausen am Rheinfall powstały w 1880, jednak z powodu ważniejszych projektów budowy gazowni i elektrowni projekt budowy tramwaju odłożono na później. 12 stycznia 1900 postanowiono wybudować linię tramwajową. 3 listopada 1900 rozpoczęto prace budowlane, natomiast 11 maja 1901 nastąpiło uroczyste otwarcie linii tramwajowej, która połączyła Schaffhausen Bahnhof z Neuhausen am Rheinfall oraz otwarto zajezdnię tramwajową w Szafuzie. Linia tramwajowa osiągnęła długość 3,9 km. W 1905 otwarto linię tramwajową o długości 19,6 km na trasie:
- Schaffhausen (Bahnhofplatz) – Schleitheim – Oberwiesen/Stühlingen

W październiku 1910 rozpoczęto budowę linii tramwajowej zajezdnia tramwajowa – Ebnat. Linię tę oddano do eksploatacji 3 kwietnia 1911. 30 czerwca 1928 uruchomiono autobusy na trasie Oberthor – Breite, które zastąpiły tramwaje. 1 października 1964 zlikwidowano ostatnią linię tramwajową Schaffhausen – Schleitheim, na której uruchomiono autobusy. 23 sierpnia 1966 zlikwidowano linię tramwajową Ebnat – Bahnhof Schaffhausen Neuhausen. 

## Tabor
Początkowo w Szafuzie było 9 wagonów silnikowych Ce2/2. W 1921 otrzymano trzy tramwaje Ce2/2 o nr 18–20. Łącznie do Szafuzy dostarczono 20 wagonów tramwajowych.